# Messíni
Messíni är en kommunhuvudort i Grekland.   Den ligger i prefekturen Messenien och regionen Peloponnesos, i den södra delen av landet, 180 km sydväst om huvudstaden Aten. Messíni ligger 21 meter över havet och antalet invånare är 6 773.
Terrängen runt Messíni är platt åt sydväst, men åt nordost är den kuperad. Havet är nära Messíni åt sydost. Runt Messíni är det ganska tätbefolkat, med 185 invånare per kvadratkilometer. Närmaste större samhälle är Kalamata, 9,4 km öster om Messíni. == Kommentarer ==
1. ↑  Framräknat ur höjduppgifter (DEM 3") från Viewfinder Panoramas.[2] Mer om algoritmen finns här: Användare:Lsjbot/Algoritmer.
2. ↑  Framräknat ur variansen i alla höjduppgifter (DEM 3") från Viewfinder Panoramas, inom 10 km radie.[2] Mer om algoritmen finns här: Användare:Lsjbot/Algoritmer.